# Ajok
Ajok è la divinità principale maschile della popolazione Lotuko del Sudan.
Se è oggetto di sacrifici resta benevolo e felice.

È il Dio della pioggia e della resurrezione, ha il potere di resuscitare i morti, ma non esercita il suo potere perché ritiene che gli uomini, che per lui sono ingrati, non meritano di essere aiutati per questo.